# Jatropha marginata
Jatropha marginata är en törelväxtart som beskrevs av Emilio Chiovenda. Jatropha marginata ingår i släktet Jatropha och familjen törelväxter.
Artens utbredningsområde är Somalia. Inga underarter finns listade i Catalogue of Life.